# Мертл-авеню — Уайкофф-авеню (Нью-Йоркское метро)
Мертл-авеню — Уайкофф-авеню (англ. Myrtle—Wyckoff Avenues) — один из пересадочных узлов Нью-Йоркского метро, в его состав входят одна подземная станция и одна эстакадная. Узел находится на границе Бруклина и Куинса, в округах Бушуик (Бруклин) и Риджвуд (Куинс); на пересечении Мертл-, Гейтс- и Вайкофф-авеню.
В пересадочный узел входят станции следующих линий:
- линия Канарси, Би-эм-ти,
- линия Мертл-авеню, Би-эм-ти.

На станциях пересадочного узла круглосуточно останавливаются маршруты: L, M.
Обе станции узла прошли капитальный ремонт начиная с 2004 года, заканчивая маем 2008 года. 19 апреля 2007 года в эксплуатацию было сдано здание пересадочного узла, расположенное на треугольном островке перекрёстка Мертл-, Гейтс- и Вайкофф-авеню. В процессе реконструкции была заменена система освещения и оповещения пассажиров (появились специальные табло), отремонтированы лестницы и интерьер самих станций. Осенью 2007 года узел стал доступным для пассажиров с ограниченными возможностями: появились пассажирские лифты.
В связи с тем что здесь кроме маршрутов метрополитена оперирует множество автобусных маршрутов, управляющая компания МТА в августе 2010 года открыла здесь автостанцию. Было прекращено автобусное движение по Пальметто-стрит, пересадка с автобуса на метро стала быстрее и удобнее.

## Платформа линии Канарси, Би-эм-ти
|   |   |   |   |
| · | · | · | · |

|   |   |   |   |
| · | · | · | · |

«Мертл-авеню — Уайкофф-авеню» (англ. Myrtle–Wyckoff Avenues) — станция Нью-Йоркского метрополитена, расположенная на линии Канарси, Би-эм-ти.  На станции останавливается маршрут L (круглосуточно).

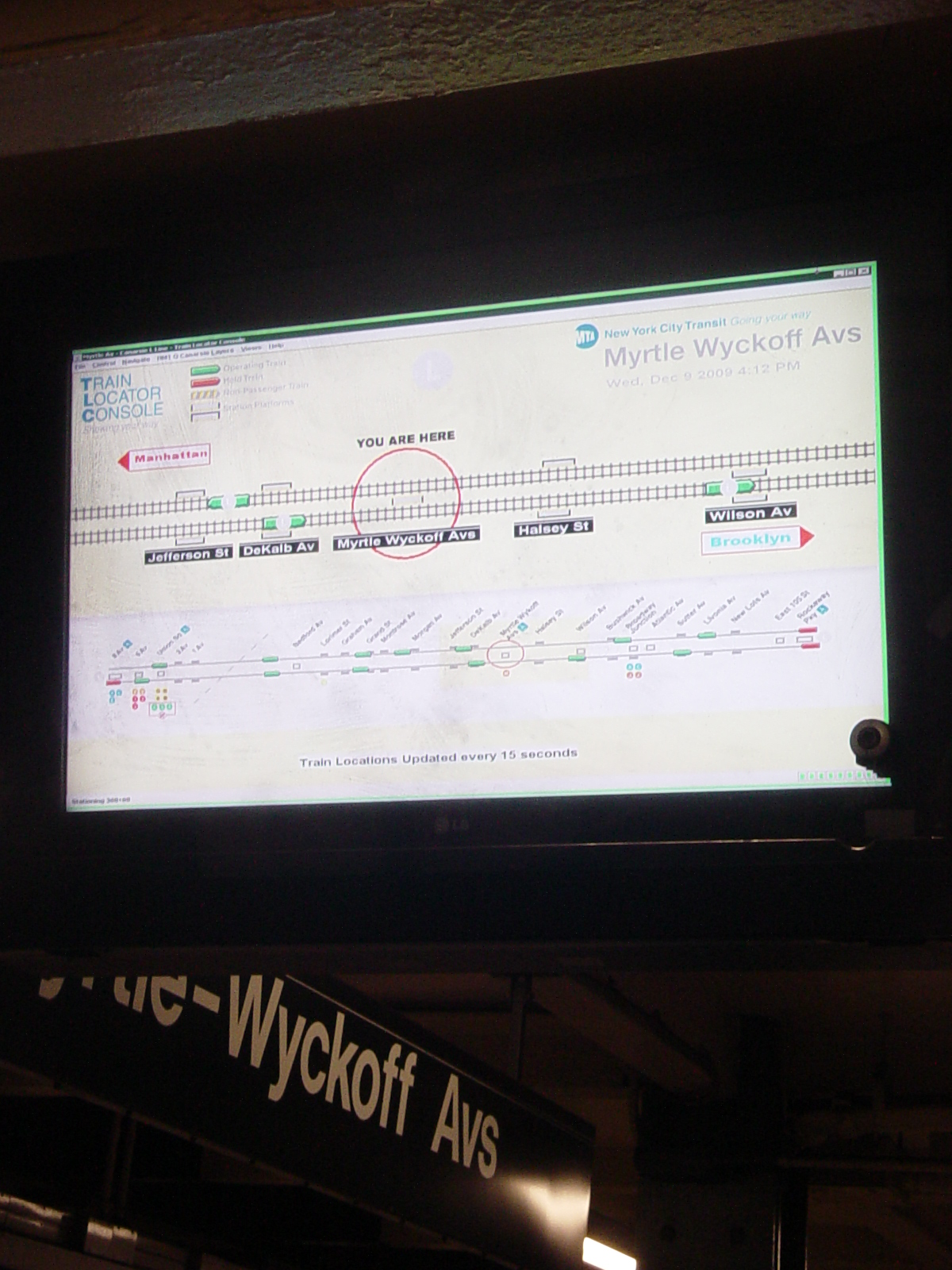
Экран с отображением поездов на линии, расположенный на станции

Станция представлена одной островной платформой. Платформу вдоль по середине разделяет колонный ряд, в отличие от других подобных станций, где два колонных ряда. Стены станций увенчаны мозаикой с названием, которая располагается на уровне глаз, а не как это делалось под потолком. Помимо мозаики название станции также представлено в виде черных табличек с белой надписью на колоннах и на стендах. На протяжении большей своей части южный путь (на Canarsie) располагается в Бруклине, тогда как северный (на Манхэттен) — в Куинсе.
К востоку от станции располагается образуется центральный путь, который заканчивается тупиком и предназначен для оборота или отстоя поездов. В настоящее время не используется.

## Платформа линии Мертл-авеню, Би-эм-ти
|   |   |   |   |
| · | · | · | · |

|   |   |   |   |
| · | · | · | · |

«Мертл-авеню — Уайкофф-авеню» (англ. Myrtle–Wyckoff Avenues) — станция Нью-Йоркского метрополитена, расположенная на линии Мертл-авеню, Би-эм-ти.  На станции останавливается маршрут M (круглосуточно).

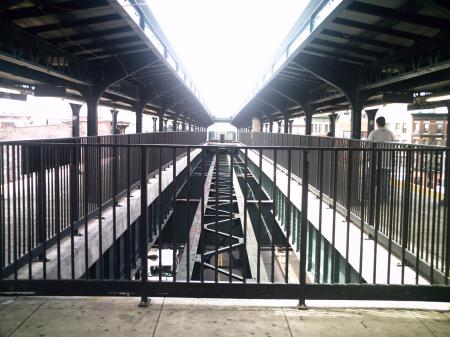
Место бывшего центрального пути

Станция была открыта 19 декабря 1889 года в качестве восточного терминала линии BMT Myrtle Avenue Line. Тогда станция представляла собой одну островную платформу: пути заканчивались тупиками с восточного конца станции. Для оборота поездов использовался перекрестный съезд к западу от станции. В начале 1900-х годов линия была продлена на восток: до Middle Village — Metropolitan Avenue.
29 июля 1914 года в связи с прокладкой центрального экспресс-пути и установлением экспресс-сообщения на западной от этой станции части линии, центральная островная платформа была разделена на две островных. Экспресс-путь был ликвидирован в 1946 году, а «пробел» между платформами был заделан деревянной платформой (позже установлена нормальная платформа).
Такая платформа существует по сей день (в центре станции до сих пор можно наблюдать то, где располагался центральный путь). Платформа оборудована навесом. Название станции представлено только в виде черных табличек на колоннах и стендах.

## Соседние станции
| Условные обозначения |
| для дней и часов работы маршрутов (более точно указано во всплывающих подсказках при этих обозначениях): |
| --- |
| круглосуточно круглосуточно, кроме ночи круглосуточно, кроме будней днём (либо часов пик) в пиковом направлении в будни днём (и, возможно, вечером) в будни круглосуточно в часы пик в будни днём (либо в часы пик) в пиковом направлении в будни днём (либо в часы пик) в направлении, обратном пиковому в выходные ночью ночью и в выходные (и, возможно, вечером) нет движения поездов |

| Предыдущая станция | ЛинияНазвание станции                                   | Следующая станция        |
| ------------------ | ------------------------------------------------------- | ------------------------ |
| Декалб-авеню · (L) | линия Канарси, Би-эм-ти Мертл-авеню — Уайкофф-авеню     | Холси-стрит · (L)        |
| Сенека-авеню · (M) | линия Мертл-авеню, Би-эм-ти Мертл-авеню — Уайкофф-авеню | Никкербоккер-авеню · (M) |